# A szállító (franchise)
A szállító (angolul The Transporter, franciául Le Transporteur) négy – francia gyártású és angol nyelvű – bűnügyi akciófilmből, valamint egy televíziós sorozatból álló médiafranchise.
A szállító-filmek első három részét Luc Besson és Robert Mark Kamen forgatókönyve alapján Corey Yuen, Louis Leterrier, illetve Olivier Megaton rendezte, Besson produceri segédletével. Mindhárom film főszereplője Frank Martin (Jason Statham), a katonai múlttal rendelkező szabadúszó sofőr, aki megfelelő díjazásért és sajátos szabályainak tiszteletben tartásáért cserébe bármilyen – akár illegális – szállítási feladatot elvállal. Az első rész 2002-ben jelent meg A szállító címmel, ezt követte A szállító 2. (2005) és A szállító 3. (2008).
A negyedik részt 2015-ben mutatták be A szállító – Örökség címmel. A film az előző részek reboot-ja, Camille Delamarre rendezésében. Besson ismét visszatért forgatókönyvíróként és producerként, de Frank Martint ezúttal Ed Skrein formálja meg.
Az első három mozifilm vegyes kritikákat kapott, a negyedik részt azonban fanyalogva fogadták a kritikusok. Ennek ellenére jegyeladások tekintetében mind a négy film jól teljesített, valamint az eredeti trilógia megalapozta Statham későbbi akciófilmes karrierjét.
2012 és 2014 között egy francia-kanadai televíziós sorozatot is sugároztak, hasonló címmel. Ebben a címszereplőt Chris Vance játszotta, további fontosabb szerepben tűnt fel (az első három filmben is mellékszereplő) François Berléand, valamint Osvárt Andrea.

## Filmek
- A szállító (2002)
- A szállító 2. (2005)
- A szállító 3. (2008)
- A szállító – Örökség (2015)

Az első részben a Franciaországban hivatásos sofőrként dolgozó Frank Martin (Jason Statham) egy rutinszerűnek tűnő feladat során – saját szabályait megszegve – kibontja a rábízott csomagot és ezzel halálos veszélybe sodorja önmagát. A második részben Frank egy gazdag családnak dolgozik az Amerikai Egyesült Államokban, a házaspár gyermekét viszi mindennap iskolába. Amikor a fiút terroristák elrabolják, Frank saját kezébe veszi az ügyet és leleplez egy összeesküvést. A harmadik folytatásban Franket bűnözők ejtik fogságba és egy magas rangú hivatalnok elrabolt lányának, Valentinának Marseille-ből Odesszába szállítására kényszerítik.
A negyedik filmben Frank (Ed Skrein) sofőrként egy bankrablásban segédkezik és ezúttal apjával, idősebb Frank Martinnal (Ray Stevenson) együtt keveredik bele egy újabb sötét alvilági ügybe.

## Televíziós sorozat
- A szállító (2012–2014)

A 2012-ben debütált sorozat szintén Frank Martin (Chris Vance) kalandjait mutatja be. Ezúttal segítőtársként csatlakozik hozzá Carla Valeri (Osvárt Andrea), aki titkosszolgálati múltját felhasználva Frank küldetéseit szervezi meg. Az első három filmből visszatérő Tarconi nyomozó (François Berléand), Frank barátja szintén fontos szerepet tölt be az egyes epizódokban.
2015. november 26-án jelentették be, hogy a két évadból, összesen huszonnégy epizódból álló sorozatot nem folytatják tovább.

## Szereplők
(MEGJEGYZÉS: az adott szereplő magyar szinkronhangját az egyes szócikkek részletezik.) 
| Szereplő                         | Filmek            | Filmek               | Filmek               | Filmek                      | Televíziós sorozat     |
| Szereplő                         | A szállító (2002) | A szállító 2. (2005) | A szállító 3. (2008) | A szállító – Örökség (2015) | A szállító (2012–2014) |
| -------------------------------- | ----------------- | -------------------- | -------------------- | --------------------------- | ---------------------- |
| Frank Martin/A szállító          | Jason Statham     | Jason Statham        | Jason Statham        | Ed Skrein                   | Chris Vance            |
| Inspector Marcelle Tarconi       | François Berléand | François Berléand    | François Berléand    |                             | François Berléand      |
| Lai Kwai                         | Shu Qi            |                      |                      |                             |                        |
| Darren "Wall Street" Bettencourt | Matt Schulze      |                      |                      |                             |                        |
| Mr. Kwai                         | Ric Young         |                      |                      |                             |                        |
| Gianni Chellini                  |                   | Alessandro Gassman   |                      |                             |                        |
| Audrey Billings                  |                   | Amber Valletta       |                      |                             |                        |
| Lola                             |                   | Kate Nauta           |                      |                             |                        |
| Stappleton                       |                   | Keith David          |                      |                             |                        |
| Jack Billings                    |                   | Hunter Clary         |                      |                             |                        |
| Max                              |                   | Shannon Briggs       |                      |                             |                        |
| Valentina Vasileva               |                   |                      | Natalya Rudakova     |                             |                        |
| Johnson                          |                   |                      | Robert Knepper       |                             |                        |
| Leonid Tomilenko                 |                   |                      | Jeroen Krabbé        |                             |                        |
| Leonid's Aide                    |                   |                      | Alex Kobold          |                             |                        |
| Malcom Manville                  |                   |                      | David Atrakchi       |                             |                        |
| Flag                             |                   |                      | Yann Sundberg        |                             |                        |
| Ice                              |                   |                      | Eriq Ebouaney        |                             |                        |
| Frank Martin Sr.                 |                   |                      |                      | Ray Stevenson               |                        |
| Anna                             |                   |                      |                      | Loan Chabanol               |                        |
| María                            |                   |                      |                      | Tatjana Pajković            |                        |
| Gina                             |                   |                      |                      | Gabriella Wright            |                        |
| Qiao                             |                   |                      |                      | Wenxia Yu                   |                        |
| Arkady Karasov                   |                   |                      |                      | Radivoje Bukvić             |                        |
| Maissa                           |                   |                      |                      | Noémie Lenoir               |                        |
| Carla Valeri                     |                   |                      |                      |                             | Osvárt Andrea          |
| Juliette Dubois                  |                   |                      |                      |                             | Delphine Chanéac       |
| Dieter Hausmann                  |                   |                      |                      |                             | Charly Hübner          |
| Caterina Boldieu                 |                   |                      |                      |                             | Violante Placido       |

## Stáblista és gyártási információk
|                        | A szállító                                        | A szállító 2.                                              | A szállító 3.                                                                       | A szállító – Örökség                                     |
| ---------------------- | ------------------------------------------------- | ---------------------------------------------------------- | ----------------------------------------------------------------------------------- | -------------------------------------------------------- |
| Rendező                | Corey Yuen                                        | Louis Leterrier                                            | Olivier Megaton                                                                     | Camille Delamarre                                        |
| Producer               | Luc Besson Stephen Chasman                        | Luc Besson Stephen Chasman                                 | Luc Besson Stephen Chasman                                                          | Mark Gao Luc Besson                                      |
| Forgatókönyvíró        | Luc Besson Robert Mark Kamen                      | Luc Besson Robert Mark Kamen                               | Luc Besson Robert Mark Kamen                                                        | Adam Cooper Bill Collage Luc Besson                      |
| Zeneszerző             | Stanley Clarke                                    | Alexandre Azaria                                           | Alexandre Azaria                                                                    | Alexandre Azaria                                         |
| Vágó                   | Pierre Morel                                      | Christine Lucas-Navarro Vincent Tabaillon                  | Camille Delamarre Carlo Rizzo                                                       | Julien Rey                                               |
| Operatőr               | Nicolas Trembasiewicz                             | Mitchell Amundsen                                          | Giovanni Fiore Coltellacci                                                          | Christophe Collette                                      |
| Gyártó cég             | EuropaCorp TF1 Films Current Entertainment Canal+ | EuropaCorp TF1 Films Current Entertainment Canal+ TPS Star | EuropaCorp TF1 Films Current Entertainment Grive Productions Apipoulaï Prod. Canal+ | EuropaCorp TF1 Films Belga Films Relativity Media Canal+ |
| Forgalmazó             | 20th Century Fox InterCom                         | 20th Century Fox InterCom                                  | Lionsgate Films SPI International Hungary                                           | EuropaCorp Big Bang Media                                |
| Játékidő               | 92 perc                                           | 87 perc                                                    | 104 perc                                                                            | 96 perc                                                  |
| Eredeti bemutató       | 2002. október 11.                                 | 2005. szeptember 2.                                        | 2008. november 26.                                                                  | 2015. szeptember 4.                                      |
| Magyarországi bemutató | 2002. november 28.                                | 2005. szeptember 22.                                       | 2009. február 5.                                                                    | 2015. szeptember 3.                                      |

## Fogadtatás

### Bevételi adatok
| Film                 | Bevétel            | Bevétel            | Bevétel            | Költségvetés       |
| Film                 | Észak-Amerika      | Egyéb országok     | Összesen           | Költségvetés       |
| -------------------- | ------------------ | ------------------ | ------------------ | ------------------ |
| A szállító           | 25 296 447 dollár  | 18 632 485 dollár  | 43 928 932 dollár  | 21 000 000 dollár  |
| A szállító 2.        | 43 095 856 dollár  | 42 071 783 dollár  | 85 167 639 dollár  | 32 000 000 dollár  |
| A szállító 3.        | 31 715 062 dollár  | 77 264 487 dollár  | 108 979 549 dollár | 30 000 000 dollár  |
| A szállító – Örökség | 16 029 670 dollár  | 56 600 000 dollár  | 72 629 670 dollár  | 22 000 000 dollár  |
| Összesen:            | 116 137 035 dollár | 194 568 755 dollár | 310 705 790 dollár | 105 000 000 dollár |

### Kritikai visszhang
| Film                 | Rotten Tomatoes   | Metacritic      |
| -------------------- | ----------------- | --------------- |
| A szállító           | 54% (124 kritika) | 51 (27 kritika) |
| A szállító 2.        | 52% (122 kritika) | 56 (29 kritika) |
| A szállító 3.        | 39% (113 kritika) | 51 (26 kritika) |
| A szállító – Örökség | 16% (101 kritika) | 32 (24 kritika) |

## Fordítás
- Ez a szócikk részben vagy egészben  a   Transporter (franchise) című angol Wikipédia-szócikk fordításán alapul.  Az eredeti cikk szerkesztőit annak laptörténete sorolja fel. Ez a jelzés csupán a megfogalmazás eredetét és a szerzői jogokat jelzi, nem szolgál a cikkben szereplő információk forrásmegjelöléseként.